# ناگاهاما، شیگا
ناگاهاما در استان شیگا در کشور ژاپن  واقع شده‌است  که دارای جمعیت ۸۳٬۵۵۵ نفر و مساحت ۲۴۷٫۰۱ کیلومتر مربع با تراکم جمعیت ۳۳۸  نفر در کیلومترمربع است و در تاریخ ۱۳ فوریه ۲۰۰۶ به عنوان شهر شناخته شد.

## نگارخانه

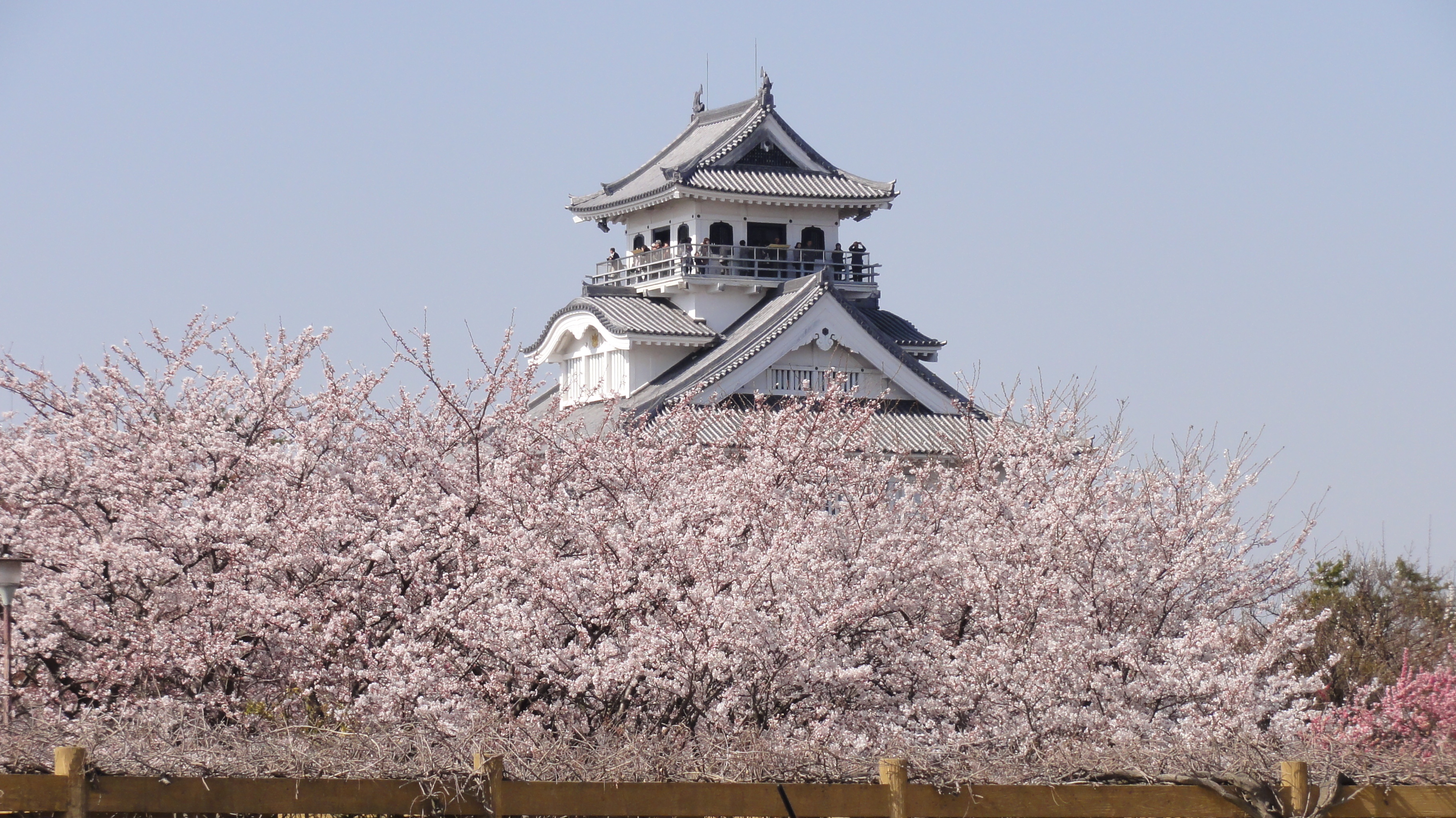
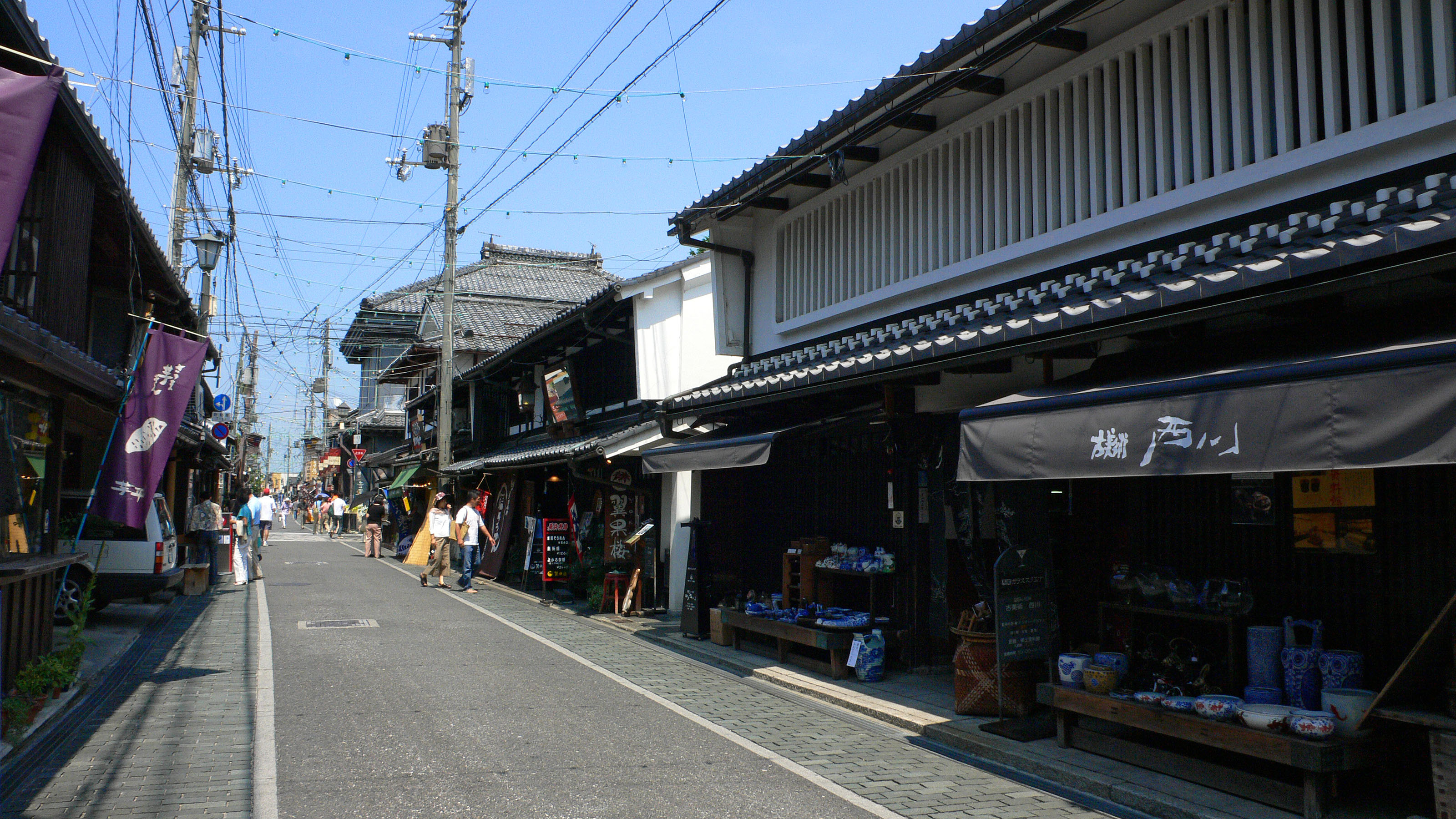
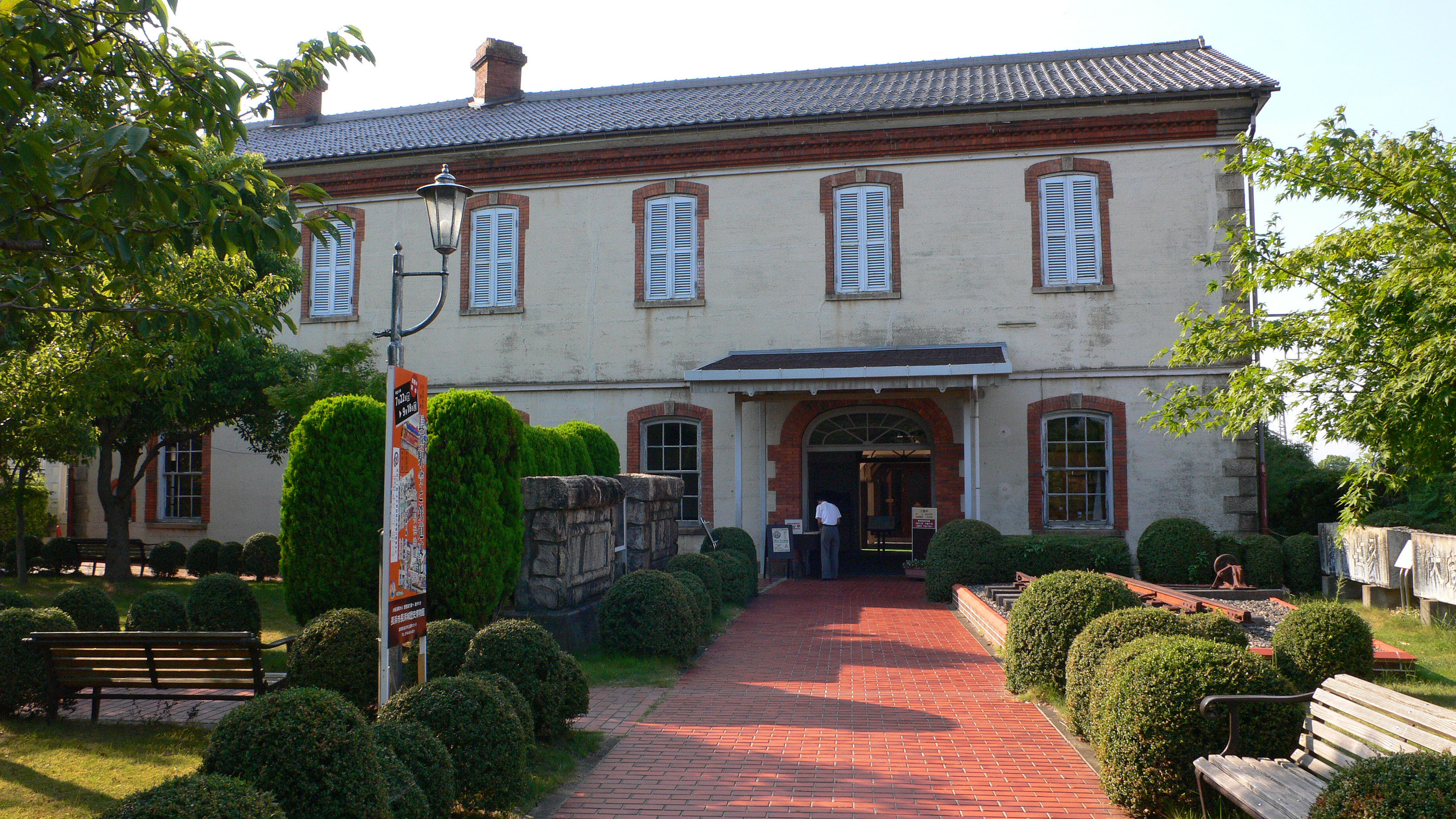
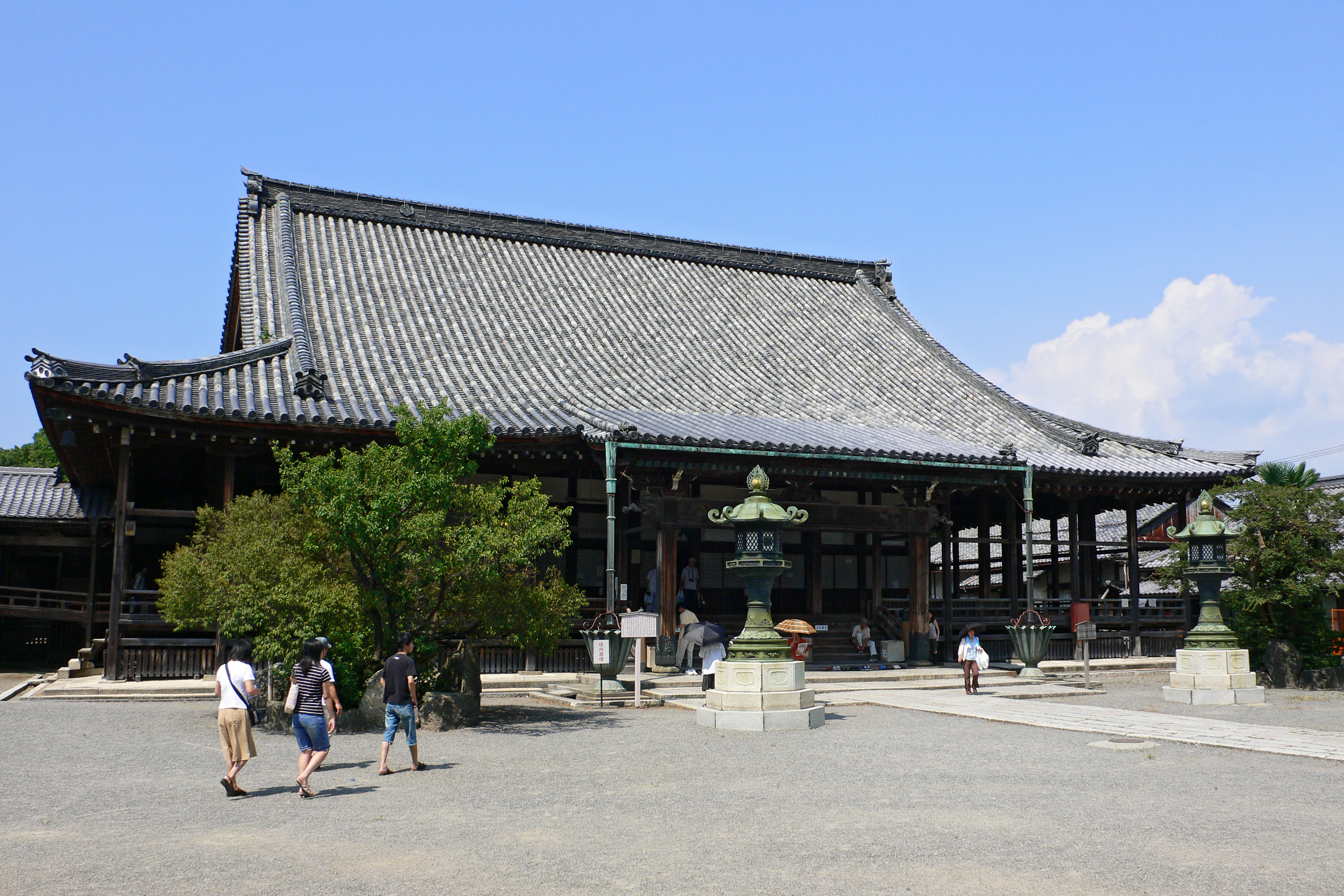
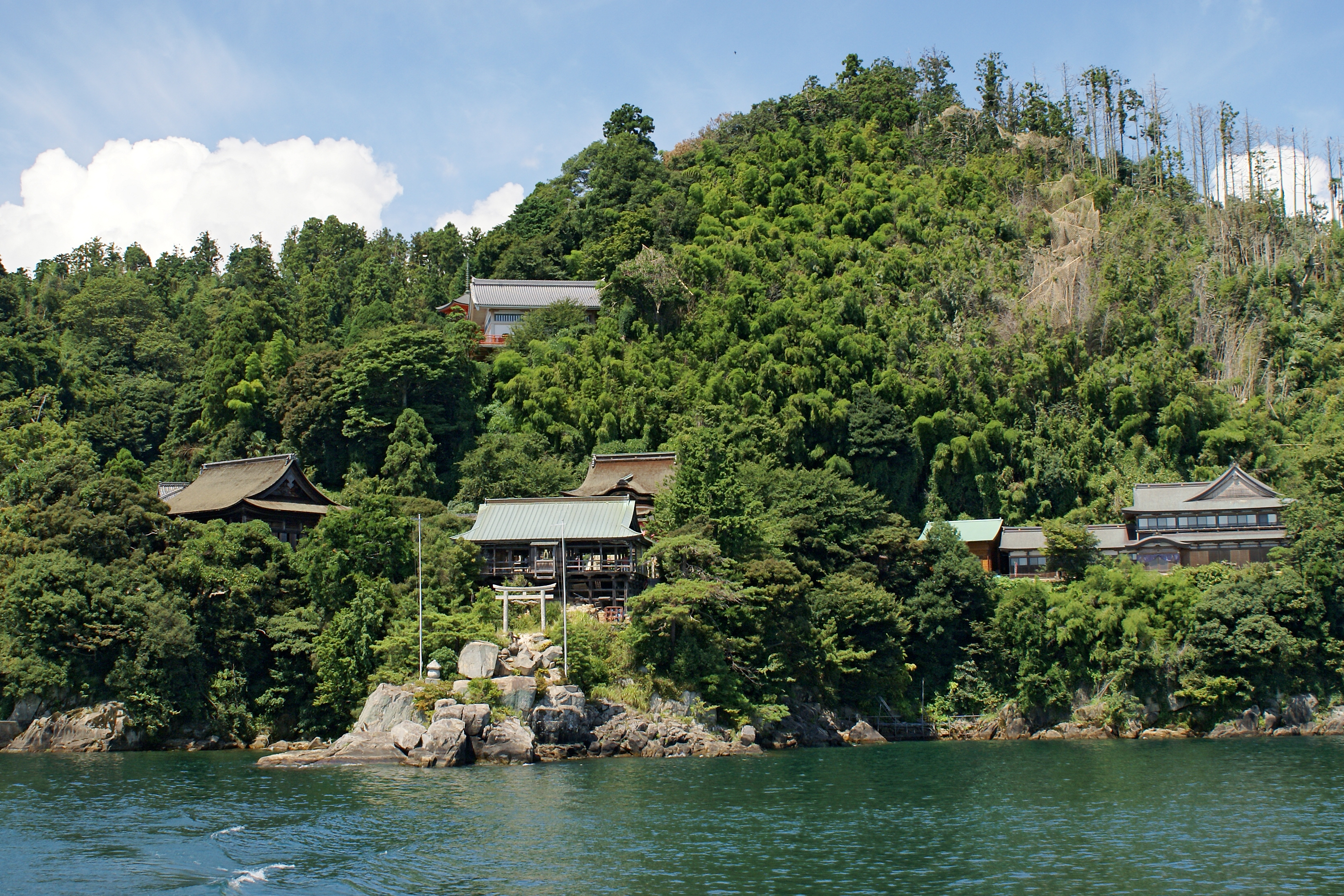
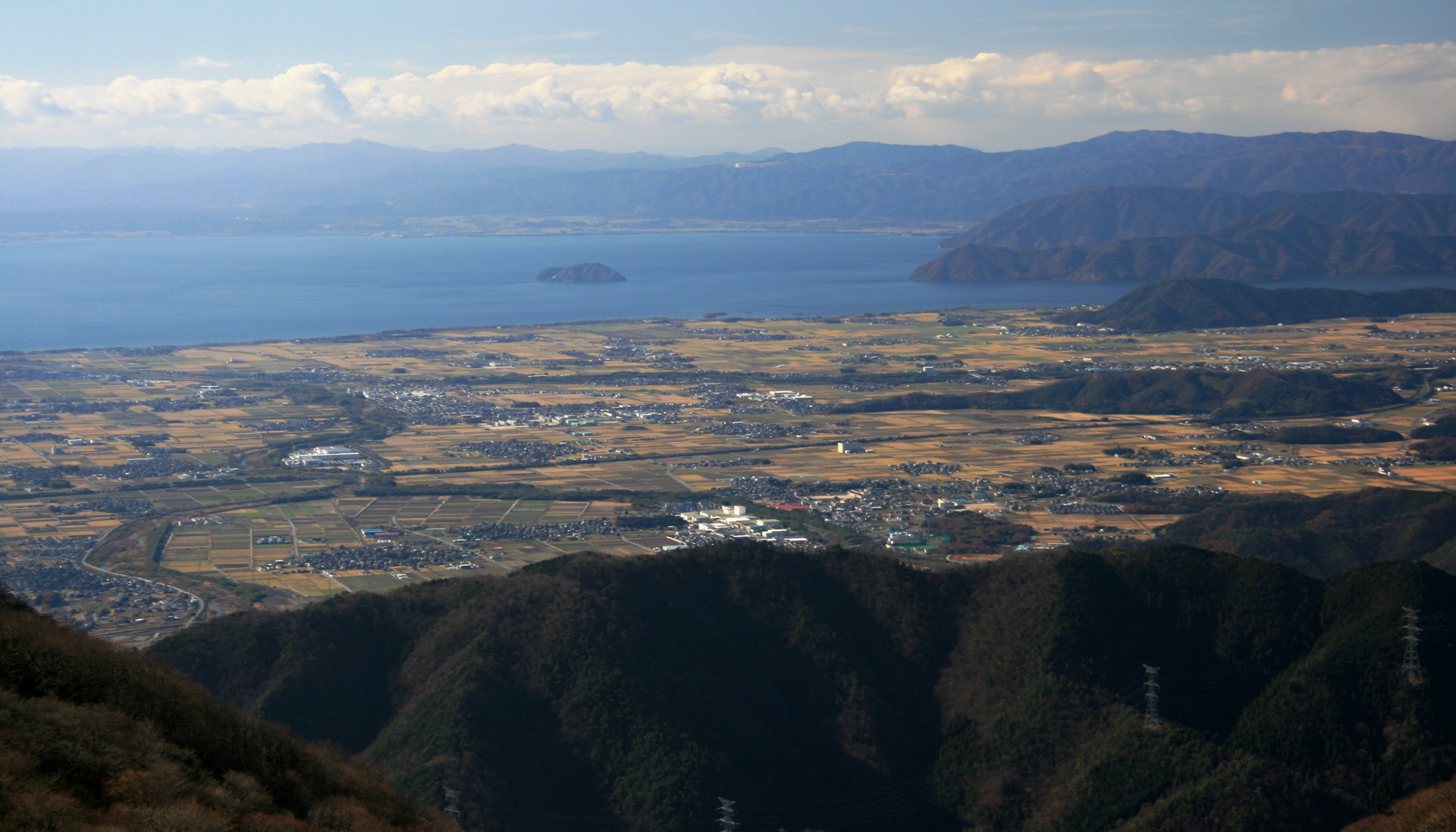
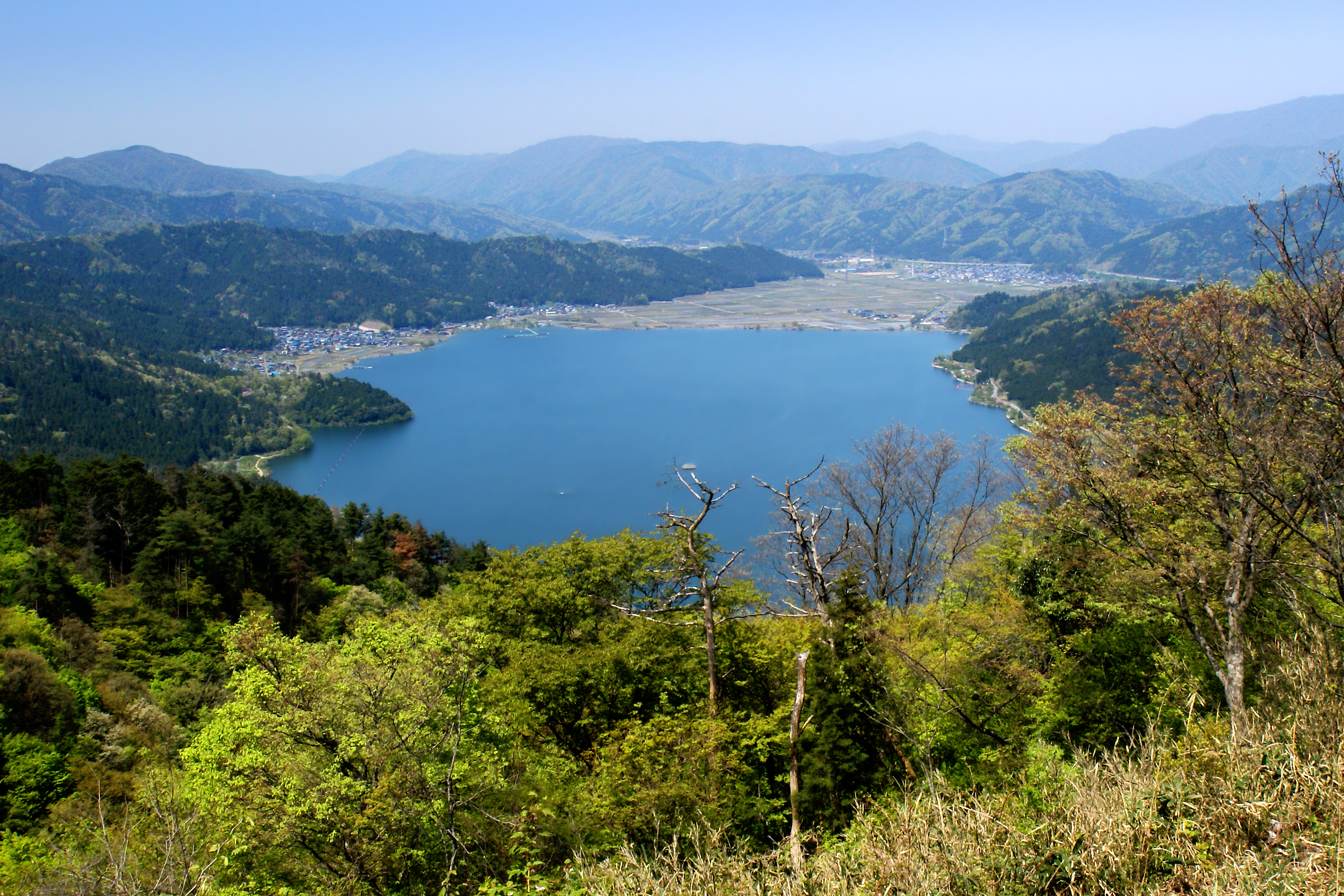